# Delosperma muirii
Delosperma muirii är en isörtsväxtart som beskrevs av L. Bol.. Delosperma muirii ingår i släktet Delosperma, och familjen isörtsväxter. Inga underarter finns listade i Catalogue of Life.